# Brahim Naït-Balk
Brahim Naït-Balk, né le 7 décembre 1963 à Saint-Étienne, est un militant gay, animateur radio, écrivain et entraîneur de football français.

## Biographie
Aîné d'une fratrie de 8 enfants, Brahim Naït-Balk grandit à Saint-Étienne avant de rejoindre la cité des 3000 d'Aulnay-sous-Bois lorsque ses parents quittent la France pour retourner au Maroc et qu'il devient le tuteur légal de ses frères et sœurs,. Il prend conscience de son homosexualité à 15 ans. Il souffre énormément d'homophobie, subissant en particulier insultes et agressions sexuelles ; cela affecte fortement sa santé mentale, le poussant à pratiquer l'école buissonnière, l'isolant des autres garçons de son âge et l'amenant à réaliser plusieurs tentatives de suicide.
Il commence sa carrière comme éducateur spécialisé et sportif, mais il s'y retrouve très vite isolé, subissant l'homophobie des jeunes qu'il encadre sans soutien de sa direction. Il rejoint le premier club de football gay, Paris Arc-en-Ciel, puis, lors de la formation du Paris Foot Gay, il en devient entraîneur pendant douze ans. Cette expérience lui permet enfin de s'épanouir.
Une fois ses frères et sœurs installés dans leurs vies, il déménage à Meudon et publie en 2009 le roman autobiographique Un homo dans la cité,,. Celui-ci est adapté en 2019 en pièce de théâtre sous le titre Hchouma (La honte),.
Il devient directeur départemental de Handisport des Hauts-de-Seine.

## Militantisme LGBT
Il commence à militer dans les associations LBGT au début des années 2000, intervenant régulièrement en milieu scolaire, dans les collectivités ou dans le dialogue avec les autorités religieuses, notamment musulmanes, pour lutter contre les préjugés homophobes,.
En 2020, il signe une tribune en soutien du mouvement Black Lives Matter et pour la lutte contre le racisme notamment au sein du milieu LGBT.

### HomoMicro
Après avoir animé sur radio Fréquence Gaie, depuis devenue Paris Fréquence Plurielle, une émission sportive, il crée sur la même fréquence HomoMicro, la première émission radio francophone consacrée à l'actualité LBGT, ainsi que Les Clés de Contact, qui fait intervenir des parents d'enfants et d'adolescents homosexuels. Ces émissions s'adressent à la fois aux jeunes LBGT, afin qu'ils ne subissent pas l'isolement que lui-même a vécu plus jeune, mais aussi aux hétérosexuels, notamment de son entourage, pour qu'ils puissent mieux le comprendre, lui comme l'ensemble de la communauté. Il cherche à la fin des années 2010 à nouer un partenariat avec RFI afin que l'émission soit plus largement diffusée en Afrique francophone.

### Paris Foot Gay
Son investissement dans le Paris Foot Gay lui permet aussi de lutter contre l'homophobie dans le milieu du football, notamment par la création d'une charte contre l'homophobie, signée notamment par le PSG puis d'autres clubs. Mais, comme les autres dirigeants du club, il juge que la lutte contre l'homophobie dans le football professionnel devient intenable depuis que ce milieu est fortement investi par le Qatar et il abandonne ce militantisme en même temps que le Paris Foot Gay décide de sa dissolution.

## Reconnaissance
En 2019, l'Autre Cercle le nomme modèle à suivre pour l'inclusion des personnes LGBT en entreprise.